# Säckagöl
Säckagöl är en sjö i Uppvidinge kommun i Småland och ingår i Alsteråns huvudavrinningsområde. Sjöns area är 0,042 kvadratkilometer och den befinner sig 235 meter över havet.